# Johanna von Honrath
Johanna von Honrath, auch Jeannette d' Honrath (* 10. August 1770 in Köln; † 25. November 1823 in Temeswar) war Ludwig van Beethovens erste Liebe und die spätere Frau des österreichischen Generals Carl von Greth (1754–1827).

## Leben
Maria Johanna Sibilla von Honrath – so ihr vollständiger Name – wurde am 10. August 1770 in Köln geboren und am selben Tag in der Pfarrgemeinde St. Aposteln am Neumarkt getauft. Ihre Eltern waren Bernhard Joseph von Honrath, „Receptor Supremus“ (Oberster Steuereinnehmer) in Kerpen und Lummersheim, und dessen Gattin Maria Gertrud von Honrath geb. Hackenbroichs.
Johanna von Honrath lernte Beethoven über die Familie Breuning in Bonn kennen, wo sie oft mehrere Monate verbrachte. In einer Zeitschrift Mitte des 19. Jahrhunderts wird sie wie folgt beschrieben: „Fräulein von Honrath war klein, aber von edler, eleganter Gestalt und Haltung, unterrichtet, von fröhlichem, heiterem Character, sehr geschickt in der Musik und eine Sängerin mit Anmuth und Geschmack.“

Beethovens Jugendfreund Franz Gerhard Wegeler schreibt über die Jugendzeit des Komponisten: 
„Seine und Stephan von Breuning’s erste Liebe war Fräulein Jeanette d’Honrath aus Köln, Neumarkt Nro. 19. (jetziges Wohnhaus des Baumeisters Herrn Biercher), die oft einige Wochen in der von Breuning’schen Familie in Bonn zubrachte. Sie war eine schöne, lebhafte Blondine, von gefälliger Bildung und freundlicher Gesinnung, welche viele Freude an der Musik und eine angenehme Stimme hatte. So neckte sie unsern Freund mehrmals durch den Vortrag eines damals bekannten Liedes:
Mich heute noch von Dir zu trennen 

Und dieses nicht verhindern können,

Ist zu empfindlich für mein Herz!
Denn der begünstigte Nebenbuhler war der österreichische Werbhauptmann in Köln, Carl Greth, welcher die d’Honrath heirathete und als Feldmarschall-Lieutenant, Inhaber des Infanterie-Regiments Nr. 23., Commandant von Temeswar etc., den 15. October 1827 starb.“
Ihre Heirat mit Carl Greth erfolgte im Herbst 1795. Das Ehepaar hatte ein Kind und lebte zuletzt in Temeswar, wo Greth im Februar 1823 Festungskommandant wurde. Im November 1823 starb Johanna an Hepatitis. Sie wurde, wie auch später ihr Mann, in der Piaristenkirche Heiliges Kreuz beigesetzt.